# Andrzej Garczyński
Andrzej von Rautenberg Garczyński herbu własnego – wicewojewoda pomorski w latach 1658–1660, sędzia ziemski tczewski w latach 1651–1667, pisarz ziemski pomorski w latach 1642–1650.
Poseł sejmiku generalnego pruskiego na sejmy ekstraordynaryjne w latach 1642 i 1647. Poseł sejmiku generalnego pruskiego na sejm koronacyjny 1649 roku, sejm 1650, sejm zwyczajny 1654 roku, sejm 1658 roku. Poseł na sejm 1653 roku z województwa pomorskiego.